# 威廉·韋爾
威廉·韋爾（英語：William "Cherry" Vale，1914年6月3日—1981年11月29日），英國皇家空軍退役少校，為第二次世界大戰期間該國的王牌飛行員之一，曾有擊落30架飛機的紀錄，其中20架為其駕駛颶風戰鬥機時擊落，另10架則以格鬥士戰鬥機擊落，使其在英國空軍中成為戰績排名第二的颶風戰機及雙翼機駕駛，僅次於王牌飛官「帕特」·帕特爾。